# جيم لامبي
جيم لامبي (بالإنجليزية: Jim Lambie)‏ هو فنان بريطاني، ولد في 1964 في غلاسكو في المملكة المتحدة.

## وصلات خارجية
- جيم لامبي على موقع ميوزك برينز (الإنجليزية)